# Mychajlo Tschubynskyj

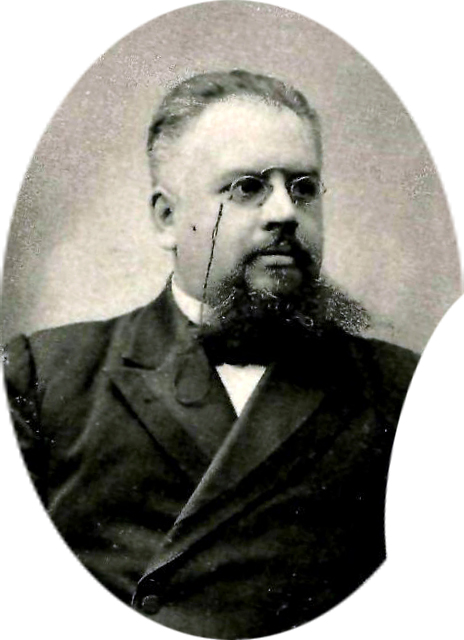
Mychajlo Tschubynskyj vor 1917

Mychajlo Pawlowytsch Tschubynskyj (ukrainisch Михайло Павлович Чубинський, russisch Михаил Павлович Чубинский Michail Pawlowitsch Tschubinski; * 7. Novemberjul. / 19. November 1871greg. in Boryspil, Gouvernement Poltawa, Russisches Kaiserreich; † 19. Januar 1943 in Belgrad, Jugoslawien) war ein ukrainischer Jurist, Kriminologe und Politiker. Von Mai bis August 1918 war er ukrainischer Justizminister.

## Leben
Mychajlo Tschubynskyj kam 1871 in Boryspil in der heute ukrainischen Oblast Kiew als Sohn des Ethnographen Pawlo Tschubynskyj zur Welt und erhielt seine erste schulische Ausbildung zu Hause. Anschließend machte er am Zweiten Gymnasium in Kiew das Abitur und besuchte daraufhin das Kiewer Pawel Galagan-Kolleg. Schließlich absolvierte er 1893 die juristische Fakultät der St.-Wladimir-Universität in Kiew, an der er zunächst verblieb, um sich auf eine Professur an der Abteilung für Strafrecht vorzubereiten. Seit 1897 war er als Privatprofessor an der Kiewer Universität und hielt u. a. den Kurs Über neue Studien im Bereich des Strafrechts und des Strafverfahrens. Während dieser Zeit war er zudem im Untersuchungsbezirk Kiew und beim Kiewer Bezirksgericht tätig.
Um sich mit den neuesten rechtlichen Theorien vertraut zu machen, besuchte er 1898 die Universitäten von Wien, Granada, Berlin, Halle und Leipzig. Unter anderem arbeitete er unter der Leitung des Vertreters der soziologischen Schule des Strafrechts Franz von Liszt sowie dem Experten für internationales Recht Heinrich Lammasch. Als Resultat seiner Studienreise verfasste er seine Masterarbeit zum Thema Das Motiv der kriminellen Tätigkeit und seine Bedeutung in der Wissenschaft des Strafrechts. 1900 verteidigte er seine Dissertation an der Moskauer Universität. In den Jahren 1901/02 war er in Deutschland, Frankreich und der Schweiz tätig; seine Dissertation wurde 1902 in deutscher Übersetzung veröffentlicht. Von 1902 bis 1906 war er Professor an der Abteilung für Strafrecht in Jaroslawl am Juristisches Lyzeum „P.G.Demidow“ und in selber Abteilung an der Universität in Charkow.
Nachdem er 1904 seine Arbeit über die Geschichte des Strafrechts publiziert hatte, erhielt er den akademischen Titel Doktor des Strafrechts. In den Jahren 1906–1909 war zudem Direktor des Juristisches Lyzeum „P.G.Demidow“ und lehrte unter anderem am Alexander-Lyceum und an der Militärjuristischen Alexander-Akademie in Sankt Petersburg. Sein im Jahr 1913 in der Zeitung Ukrainisches Leben (Украинская Жизнь Ukraynskaja Schysn) veröffentlichter Artikel Die ukrainische nationale Idee und ihre rechtlichen Postulate rechtfertigte das Recht der Ukraine auf nationale Identität.
An seine Charkiwer Zeit folgend war er bis 1916 Privatprofessor an der Universität von Sankt Petersburg und 1917 war er Senator und freiberuflicher Professor der Petrograder Universität. Außerdem war er Partner von Anwaltskanzleien in Charkiw, Kiew und Jaroslawl.
Nach dem Ende der provisorischen Regierung reiste Tschubynskyj 1917 in die Ukraine und wurde im Ukrainischen Staat (Hetmanat) unter Pawlo Skoropadskyj vom 8. Mai bis zum 24. August 1918 Justizminister und gleichzeitig von Mai bis Juli 1918 stellvertretender Vorsitzender des Ministerrates. In dieser Position war er an der Vorbereitung der Gesetzesvorlage zur Gründung der ukrainischen Akademie der Wissenschaften und an der Ausarbeitung des Staatsbürgerschaftsgesetzes beteiligt. Anschließend wurde er von Skoropadskyj offiziell für wissenschaftliche Tätigkeiten von seinem Ministerposten entlassen und gleichzeitig zum Chef des Generalstaatsgerichts des Senats ernannt.
Nach dem Ende des Hetmanats reiste er an den Don, wo zu der Zeit die Freiwilligenarmee unter Denkin herrschte, dessen Regierung er als Oberstaatsanwalt diente. Danach zog er auf die Krim und versuchte, in Zusammenarbeit mit der Regierung von Wrangel, einen Dialog zwischen dieser und den ukrainischen Autonomen herzustellen.
Von der Krim aus emigrierte er nach Belgrad im Königreich Jugoslawien und wurde Professor an der Universität, von 1920 an Mitglied des Ständigen Rates für Gesetzesangelegenheiten im Justizministerium des Königreichs und ab 1922 ordentlicher Professor für Strafrecht der Universität von Subotica. Außerdem wurde er Redaktionsmitglied einiger Zeitungen, war Mitte der 1920er Jahre Mitglied der Kommission zur Vorbereitung eines neuen jugoslawischen Strafgesetzbuches  und engagierte sich für das Kriminologische Museum in Belgrad. Weiterhin veröffentlichte er Arbeiten zum serbischen Strafrecht und hat wissenschaftliche und praktische Kommentare zum jugoslawischen Strafgesetzbuch von 1929 und zum jugoslawischen Strafverfahrensgesetz von 1929 verfasst.
Tschubynskyj starb 71-jährig in Belgrad und wurde dort auf dem Neuen Russischen Friedhof im Familiengrab bestattet.

## Ehrungen
- Orden des Heiligen Wladimir 3. und 4. Klasse[1]
- Medaille zum Gedenken an den 300. Jahrestag der Herrschaft des Hauses Romanow[1]

## Werke (Auswahl)
- Die umgekehrte Aktion des Strafrechts (1896)[3]
- Der moderne Kampf der Ansichten für und gegen Gerichtsverfahren und Reformversuche in diesem Bereich (1897)[3]
- Allgemeine Merkmale von neuen Studenten im Strafrecht (1898)
- Über die Bedeutung des Strafrechts des Motivs kriminelle Aktivitäten und ihre Verbindung mit neuen Trends in dieser Wissenschaft (1901)
- Wissenschaft des Strafrechts und seiner Elemente (1902)
- Jury und neue Senatspraxis des Senats (1904)
- Zur Frage der wirtschaftlichen Ursachen der Kriminalität (1905)
- Aufsätze zur Kriminalpolitik (1905)
- Der Kurs der Kriminalpolitik (1909)
- Jubiläen von Justizinstitutionen und ihre Vertretung in der Literatur (1915)[1]